# Turneul celor Patru Trambuline 2016-2017

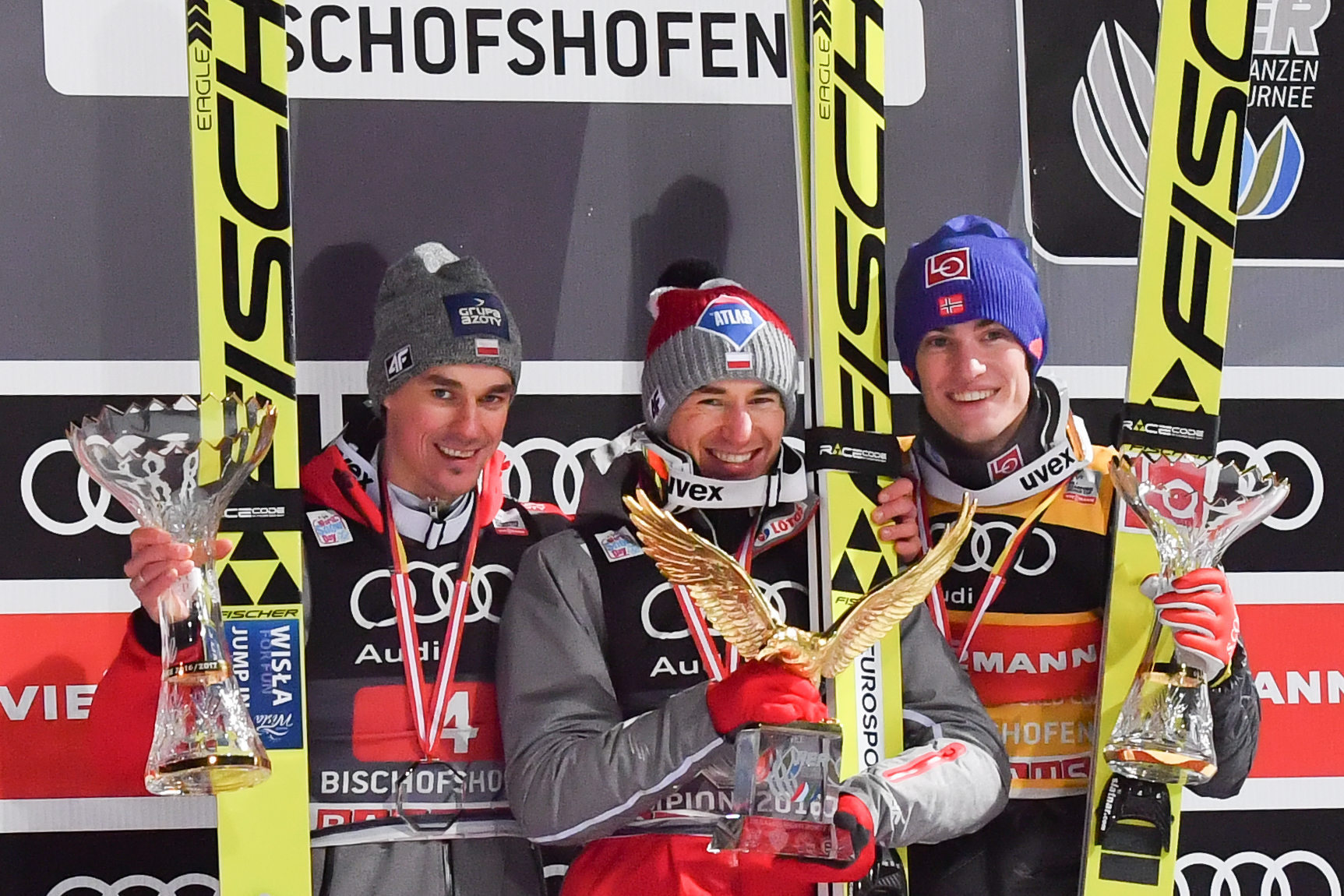

Turneul celor Patru Trambuline 2016-17 a avut loc în cele patru locuri tradiționale: Oberstdorf, Garmisch-Partenkirchen, Innsbruck și Bischofshofen, situate în Germania și Austria, în perioada 30 decembrie 2016 și 06 ianuarie 2017.

## Rezultate

### Oberstdorf
HS 137 Schattenbergschanze, Germania

30 decembrie 2016
| Loc | Nume               | Naționalitate | 1a(m) | 2a (m) | Puncte | Puncte Total Turneu |
| --- | ------------------ | ------------- | ----- | ------ | ------ | ------------------- |
| 1   | Stefan Kraft       | Austria       | 139.0 | 134.5  | 308.0  | 308.0 (1)           |
| 2   | Kamil Stoch        | Polonia       | 137.0 | 135.0  | 305.2  | 305.2 (2)           |
| 3   | Michael Hayböck    | Austria       | 135.0 | 133.0  | 296.2  | 296.2 (3)           |
| 4   | Daniel-André Tande | Norvegia      | 130.5 | 138.5  | 295.4  | 295.4 (4)           |
| 5   | Manuel Fettner     | Austria       | 132.5 | 135.0  | 294.9  | 294.9 (5)           |

### Garmisch-Partenkirchen
HS 140 Große Olympiaschanze, Germania

1 ianuarie 2017
| Loc | Nume                | Naționalitate | 1a(m) | 2a (m) | Puncte | Puncte Total Turneu |
| --- | ------------------- | ------------- | ----- | ------ | ------ | ------------------- |
| 1   | Daniel-André Tande  | Norvegia      | 138.0 | 142.0  | 289.2  | 584.6 (3)           |
| 2   | Kamil Stoch         | Polonia       | 135.5 | 143.0  | 286.0  | 591.2 (1)           |
| 3   | Stefan Kraft        | Austria       | 137.0 | 140.0  | 282.4  | 590.4 (2)           |
| 4   | Markus Eisenbichler | Germania      | 136.5 | 139.5  | 278.9  | 572.0 (4)           |
| 5   | Domen Prevc         | Slovenia      | 136.0 | 139.0  | 278.5  | 533.2 (12)          |

### Innsbruck
HS 130 Bergiselschanze, Austria

 4 ianuarie 2017
| Loc | Nume               | Naționalitate | 1a(m) | 2a (m)        | Puncte | Puncte Total Turneu |
| --- | ------------------ | ------------- | ----- | ------------- | ------ | ------------------- |
| 1   | Daniel-André Tande | Norvegia      | 128,5 | Anulat (vânt) | 125,7  | 710,3 (1)           |
| 2   | Robert Johansson   | Norvegia      | 133,0 | Anulat (vânt) | 123,1  | 467,4 (30)          |
| 3   | Evgeniy Klimov     | Rusia         | 127,0 | Anulat (vânt) | 119,1  | 647,7 (10)          |
| 4   | Kamil Stoch        | Polonia       | 120,5 | Anulat (vânt) | 117,4  | 708,6 (2)           |
| 5   | Andreas Stjernen   | Norvegia      | 122,5 | Anulat (vânt) | 117,1  | 641,6 (12)          |

### Bischofshofen
HS 140 Paul-Ausserleitner-Schanze, Austria

 6 ianuarie 2017
| Loc | Nume             | Naționalitate | 1a(m) | 2a (m) | Puncte | Puncte Total Turneu |
| --- | ---------------- | ------------- | ----- | ------ | ------ | ------------------- |
| 1   | Kamil Stoch      | Polonia       | 134,5 | 138,5  | 289,2  | 997,8 (1)           |
| 2   | Michael Hayboeck | Austria       | 130,5 | 142,0  | 283,3  | 844,8 (19)          |
| 3   | Piotr Żyła       | Polonia       | 131,0 | 137,0  | 275,8  | 962,5 (2)           |
| 4   | Domen Prevc      | Slovenia      | 130,5 | 139,5  | 275,2  | 908,8 (9)           |
| 5   | Maciej Kot       | Polonia       | 130,5 | 135,0  | 268,8  | 934,3 (4)           |

### Clasament General
Clasamentul general după desfășurarea a patru concursuri. 
| Loc | Nume                | Naționalitate | Oberstdorf (final) | Garmisch-Partenkirchen (final) | Innsbruck (final) | Bischofshofen (final) | Puncte Total Turneu |
| --- | ------------------- | ------------- | ------------------ | ------------------------------ | ----------------- | --------------------- | ------------------- |
| 1   | Kamil Stoch         | Polonia       | 305,2 (2)          | 286,0 (2)                      | 117,4 (4)         | 289,2 (1)             | 997,8               |
| 2   | Piotr Żyła          | Polonia       | 291,9 (7)          | 278,1 (6)                      | 116,7 (7)         | 275,8 (3)             | 962,5               |
| 3   | Daniel-André Tande  | Norvegia      | 295,4 (4)          | 289,2 (1)                      | 125,7 (1)         | 231,5 (26)            | 941,8               |
| 4   | Maciej Kot          | Polonia       | 278,9 (12)         | 269,6 (7)                      | 117,0 (6)         | 268,8 (5)             | 934,3               |
| 5   | Manuel Fettner      | Austria       | 294,9 (5)          | 259,5 (12)                     | 116,7 (7)         | 255,7 (12)            | 926,8               |
| 6   | Stefan Kraft        | Austria       | 308,0 (1)          | 282,4 (3)                      | 103,3 (18)        | 232,8 (25)            | 926,5               |
| 7   | Markus Eisenbichler | Germania      | 293,1 (6)          | 278,9 (4)                      | 97,0 (29)         | 255,4 (13)            | 924,4               |
| 8   | Stephan Leyhe       | Germania      | 269,4 (17)         | 268,8 (8)                      | 113,0 (11)        | 259,9 (8)             | 911,1               |
| 9   | Domen Prevc         | Slovenia      | 254,7 (26)         | 278,5 (5)                      | 100,4 (25)        | 275,2 (4)             | 908,8               |
| 10  | Andreas Stjernen    | Norvegia      | 266,0 (19)         | 258,5 (14)                     | 117,1 (5)         | 258,7 (10)            | 900,3               |

## Legături externe
- de Site web oficial